# ГОРУБСО-Кырджали
ГОРУБСО-Кырджали — одно из трёх предприятий, возникших с переходом на рыночную экономику на базе ГОРУБСО (Горно-рудное болгаро-советское общество). Акционерное общество.

## История
В январе 1939 года болгаро-швейцарское общество «Гранатоид» и немецкие компании «Шольберг цинк», «Отто Вольф» и «Фельтен и Гийом» основали акционерное общество «Пирин» для разработки свинцово-цинковых полиметаллических руд в восточных Родопах. Началась работа по строительству шахт и инфраструктуры. После Второй мировой войны по условиям мирного договора СССР получил активы германского капитала в АО «Пирин», так было образовано ГОРУБСО — Горно-рудное болгаро-советское общество. В октябре 1955 года советская сторона передала Болгарии свою часть собственности в ГОРУБСО.

## Деятельность
Принадлежащая АО «ГОРУБСО-Кырджали» Кырджалийская обогатительная фабрика — старейшая действующая обогатительная фабрика Болгарии. Она введена в эксплуатацию в 1941 году, многократно проходила модернизацию.
До 2006 года фабрика перерабатывала свинцово-цинковую руду с месторождений «Енёвче», «Пчелояд» и «Чала».
В марте 2006 запасы руд исчерпались, фабрика перепрофилирована на золотосодержащую руду из месторождения «Чала», применяется гравитационный метод обогащения руды.
В 2012 введена технология извлечения благородных металлов из осадка. Новая технология — CIL-процесс (carboninleach) — обеспечивает высокую степень извлечения золота. Производство отвечает экологическим требованиям ЕС (Директива 2006/21/EC) нормативным документам Республики Болгария.
Переход на переработку золотосодержащих руд вызвал озабоченность общественности в Кырджали, по вопросу возможного негативного влияния на экологию проводились общественные слушания с участием главы администрации общины Кырджали Хасана Азиса, общинских депутатов и Живки Ковачевой, исполнительного директора АО «ГОРУБСО-Кырджали». В январе 2022 года предприятию было отказано в выделении участка для разработки полиметаллических руд в окрестностях Ардино, принимая во внимание потенциальное «отрицательное воздействие на окружающую среду и здоровье людей».
На предприятии (включая шахты) работает около 600 человек (из них 10% с высшим образованием), средняя зарплата превышает 1000 левов (по данным 2013 года), работники обеспечены бесплатным питанием.